# Stellar Blade
Stellar Blade est un jeu vidéo d'action-aventure développé par le studio Shift Up Corporation et publié par l'éditeur Sony Interactive Entertainment, sorti le 26 avril 2024 pour la PlayStation 5. Un portage du jeu sur PC est sorti le 11 juin 2025.

## Trame

### Univers
Stellar Blade se déroule sur Terre dans un cadre futuriste et post-apocalyptique à la suite de l'invasion de la planète par les Naytibas. Les affrontements meurtriers entre cette force extraterrestre majeure et l'humanité ont conduit à la destruction de la planète et à l'exil d'une partie des survivants humains vers des colonies orbitales,. Néanmoins, si la Terre reste largement occupée par les Naytibas, des humains sont également regroupés à Xion, la dernière ville humaine de la planète.

### Personnages
L'histoire se concentre sur Eve, issue d'une colonie orbitale. Cette jeune femme est un soldat du 7e escadron aéroporté. Elle est dotée d'une extrême agilité, et elle est équipée d'une longue lame afin de vaincre ses ennemis. Elle est envoyée en mission avec son corps d'élite militaire afin de sauver la Terre. À la suite de l'échec de l'opération, elle est la seule rescapée de son escadron mais elle entreprend de poursuivre sa mission.
Au cours de son périple, elle est aidée par des survivants humains, tels qu'Adam, qui est à la recherche de source d’énergie particulière (nommée hypercellules), et Lily, qui officie en tant qu’ingénieure de soutien. Elle rencontre également Orcal.

### Histoire
Eve et son escadron mené par la commandante Tachy sont déployés depuis la Colonie orbitale afin de reprendre la Terre au cours d'un assaut spatial d'envergure. Toutefois, l'opération se solde par l'écrasement des forces humaines dès leur entrée dans l'atmosphère, dont Eve est la seule rescapée. En effet, elle échappe de peu à la mort lorsqu' Adam, un survivant humain, la sauve des griffes d'un Naytiba Alpha. Ensemble, ils rejoignent la ville de Xion où elle prend contact avec l'aîné Orcal et établit des relations avec les habitants afin de poursuivre sa mission de sauver la Terre.

## Système de jeu
Stellar Blade est un jeu solo d'action-aventure. Le joueur incarne la protagoniste principale Eve depuis une vue à la troisième personne. Le gameplay est divisé en deux parties : combat et exploration.
Le combat se concentre sur la lutte pour contrer les attaques ennemies et sur l'utilisation de compétences combinées et d'objets pour vaincre les ennemis, dont des boss lors de phases dédiées. Les compétences Béta sont acquises après avoir dépensé la jauge d'énergie Béta. La Béta se remplit en réussissant parades et attaques au combat. Un compteur Burst Gauge est également rempli en parant au moment propice les attaques ennemies et en exécutant des combos (grâce à des attaques normales et d'autres, plus puissantes), qui peut ensuite être activé pour accorder des buffs ou utiliser de puissantes attaques contre les ennemis. Le jeu utilise par ailleurs le retour haptique du contrôleur PlayStation 5 DualSense afin de fournir des vibrations sur les attaques ennemies et la précision des armes. Le joueur peut se soigner en utilisant une potion en nombre limité. Le joueur peut acquérir des nouvelles compétences en dépensant des points dans des arbres de talents (beta, attaque, survie).
Les équipements de la protagoniste peuvent être également améliorés en leur ajoutant des composants trouvés au gré de l'aventure.
L'exploration du monde du jeu consiste à escalader des murs et à se balancer sur des cordes dans le but de traverser l'environnement et de trouver des secrets cachés, tels que des costumes supplémentaires. La ville de Xion sert de zone central autour duquel le joueur peut explorer d'autres niveaux « semi-ouverts », notamment dans le but de compléter les quêtes proposés par les habitants.
Un mode New Game Plus est ajouté après la sortie du jeu.

## Développement
Le projet est lancé en 2018. Le marché coréen est à ce moment-là prédominé par les jeux mobiles, mais Shift Up se lance dans le développement d'un jeu sur console ou PC. Le studio souhaite incontestablement construire une aventure solo avec une fin définie.
Le jeu, alors indépendant, est révélé pour la première fois le 4 avril 2019 à travers une bande-annonce sous le titre provisoire de Project EVE pour une publication prévue sur PlayStation 4, Xbox One et Microsoft Windows. Il est développé sur Unreal Engine 4 par Shift Up Corporation, une société sud-coréenne fondée en 2013 par Kim-Hyung Tae, qui est aussi le réalisateur du jeu. Il est notamment reconnu pour son travail en tant qu'illustrateur de Blade and Soul et Magna Carta. À ce stade, le studio a uniquement publié Destiny Child (sorti en France en 2018) sur smartphone et compte environ une dizaine d'employés. En parallèle du projet EVE à l'ambition triple-A, Shift Up se lance sur le développement d'un second jeu mobile, alors intitulé Project NIKKE: The Goddess of Victory.
Des œuvres de science-fiction comme les mangas Ghost in the Shell (1989) et Gunnm (1990-1995), l'anime Neon Genesis Evangelion (1995-1996), le jeu Nier: Automata (2017) et le film Alita: Battle Angel (2019) sont cités comme les inspirations majeures pour la création du jeu,,.
Un prototype de Project EVE avec du nouveau gameplay et des détails sur sa direction artistique sont présentés fin 2020, sans mentionner aucune des plates-formes de sortie du jeu. Par la suite, le jeu est présenté lors de la conférence numérique PlayStation Showcase en septembre 2021, et révèle être une exclusivité pour la PlayStation 5. En effet, à la suite d'échanges avec Shuhei Yoshida, le studio reçoit le soutien de Sony Interactive Entertainment, lequel devient l'éditeur du jeu. À cette date, le studio comprend environ 260 employés.
Le jeu est à nouveau présenté pendant la conférence numérique State of Play (en) de septembre 2022, dont le ressort scénaristique est approfondi. La fenêtre de sortie du jeu est alors établie pour 2023. De plus, le titre devient définitivement Stellar Blade. Selon Kim Hyung Tae, ce nom se réfère à la « combinaison de « stellar », qui signifie étoiles en latin, et « blade », qui définit l’existence d’Eve ». Le modèle 3D d'Eve, le personnage féminin jouable, élaboré dans un esthétique glamour, est créé à partir du scan corporel de la mannequin sud-coréenne Shin Jae-eun, tandis que le visage est imaginé en interne. Le rendu de la longue chevelure, avec une animation détaillée, a d'ailleurs contribué à augmenter largement le temps de développement du jeu. D'après Kim-Hyung Tae, le joueur étant continuellement confronté à l'arrière du personnage dans ce jeu en vue à la troisième personne, le studio a accordé une attention poussée à son apparence. Celle-ci est volontairement attirante, ce qui se traduit notamment par un physique voluptueux, des vêtements étriqués et une animation approfondie de la poitrine et du fessier,. Eve fait ainsi contraste avec la laideur des monstres. Ces derniers sont inventés par le designer Jang Hee-chul, qui les a d'abord sculptés en argile avant de les scanner et d'importer leurs modèles afin de respecter la représentation originale. En outre, la campagne promotionnelle de Stellar Blade est délibérément focalisée sur l'apparence d'Eve. Selon Kim Hyung Tae, la conception d'Eve se repose sur le personnage d'Ève issue du livre de la Génèse, bien que la principale inspiration est l'intelligence artificielle.
Fin décembre 2023, le lancement du jeu est officiellement repoussé à 2024. Lors du State of Play de janvier 2024, une nouvelle date de sortie est fixée pour le 26 avril 2024.
La bande-son du jeu se compose de 180 morceaux, dont la plupart sont accompagnés par un chœur. Pour Kim Hyung Tae, « la musique est un élément important du jeu » puisqu'elle doit « dépeindre la vision du monde de Stellar Blade ». La majorité des pistes est composée en interne par le studio bien qu'une partie soit produite par la société de production de musiques Monaca, dirigée par Keiichi Okabe (lequel a notamment contribué aux mélodies de Nier: Automata).
Selon Kim-Hyung Tae, la durée de vie de l'histoire principale est d'environ 25 heures tandis que la collecte totale des bonus complémentaires élève ce temps jusqu'à approximativement 50 heures.
Stellar Blade passe en gold vers le début d'avril 2024, ce qui signifie la fin de la production de la version finale prévue pour la sortie du jeu.
À l'issue du State of Play de septembre 2024, l'ajout d'un mode photo, la sortie de la bande-son originale du jeu en streaming et une collaboration avec les développeurs de Nier: Automata (sous la forme d'un contenu additionnel), sont confirmés pour paraître avant la fin de l'année.

## Commercialisation
Le 8 mars 2024, une démo jouable est publiée par erreur sur le PlayStation Store avant d'être retirée. Elle est finalement disponible le 29 mars.
Puis, à partir d'avril, Sony intensifie la campagne promotionnelle de Stellar Blade. En effet, l'éditeur publie en ligne, au fur et à mesure des jours, de nombreux trailers distincts qui se concentrent sur des personnages du jeu (Eve, Adam et Lily), l'histoire et la conception du jeu, ainsi que le gameplay (compétences Béta et Burst). Le 18 avril, la division asiatique de PlayStation publie également un clip musical intitulée Eve, en collaboration avec la chanteuse sud-coréenne Bibi. De plus, une bande dessinée animée est publiée en ligne. Elle narre la préparation au combat entre Tachy et Eve, peu avant les évènements du jeu.
En amont du lancement de Stellar Blade, l'organisme d'évaluation sud-coréen classe le jeu dans la catégorie d'âge maximale en raison de la présence de nudité et de violence,. En région nord-américaine, l'Entertainment Software Rating Board attribue la qualification « Mature » au jeu pour les mêmes causes ainsi que la présence d'un juron. De même, l'organisme japonais conseille Stellar Blade pour les individus de 17 ans et plus en l'évaluant « CERO D », malgré la présence de corps mutilés qui aurait pu conduire à sa déclassification et par conséquent, à son retrait des ventes sur le territoire nippon, comme ce fut le cas pour Dead Space (2023). Le studio affirme d'ailleurs que le jeu n'a pas fait l'objet de censure dans aucun des pays où il est commercialisé.
En plus de la version originale coréenne, les textes du jeu sont traduits en vingt-et-une langues dont huit sont également employées pour le doublage des dialogues. Parmi celles-ci, la synchronisation labiale est valable pour les voix coréennes, japonaises et anglaises.
Le sortie mondiale du jeu (physique et dématérialisée) a lieu le 26 avril 2024 dans une version standard et une autre version dite « deluxe », laquelle est agrémentée de contenus supplémentaires.
En septembre 2024, la société américaine de production cinématographique Stellarblade dépose une plainte contre le développeur et l'éditeur de Stellar Blade pour contrefaçon de marque.

## Accueil

### Impressions pré-lancement
À la publication des images de Stellar Blade lors de ses différentes démonstrations durant des conférences numériques, la critique spécialisée accueille favorablement le jeu dont elle prise les graphismes et le gameplay. Elle s'accorde aussi sur la ressemblance du titre envers Nier: Automata et Bayonetta à cause de la présence d'un personnage féminin jouable qui combat dans un monde post-apocalyptique,,.
Toutefois, la conception du personnage d'Eve et la mise en scène sont jugées sexistes,,. En effet, l'apparence de la protagoniste est critiquée pour son aspect hypersexualisé, à contre-courant des travaux d'une partie de l'industrie du jeu vidéo pour changer le traitement des personnages féminins, tandis que l'objectification de leurs corps reste parfois utilisée comme outil promotionnel. Dans un entretien accordée à GamesRadar+, le directeur sud-coréen se défend. Il estime que sa production est un divertissement pour adulte dans lequel il souhaite que le joueur puisse contrôler un personnage à la beauté idéale.
En dépit de la polémique autour de la protagoniste, les précommandes du jeu, qui débutent le 7 février 2024, sont importantes. De même, la démo lancée en mars réunit à son maximum 690 000 joueurs quotidiens actifs,.
Lors de previews, les impressions des critiques se confirment à la suite de la sortie de la démo de Stellar Blade. Le journaliste de Jeuxvideo.com apprécie les combats pour son dynamisme et celle du personnage jouable ainsi que « la variété offerte pour l'expérimentation du joueur » tout comme la beauté des graphismes. Il regrette cependant que la démo ne dévoile pas plus d'aspects du jeu tels que l'exploration du monde semi-ouvert et les quêtes associées. Il rajoute aussi que la direction artistique reste « standard » et que le level design semble plutôt « classique ». La rédaction d'IGN France reproche le chara design « fade » d'Eve en comparaison aux héroïnes de Bayonetta et Nier: Automata. Toutefois, elle énumère de nombreux aspects positifs sur l'ambiance du jeu, les combats et l'exploration notamment grâce à l'accumulation de mécanismes issus d'autres jeux lesquels sont combinés avec une « excellente exécution ».

### Réception critique
À sa sortie, Stellar Blade reçoit un accueil favorable de la presse spécialisée, recueillant un score globale de 81 sur 100 d'après l'agrégateur Metacritic sur la base de 138 critiques.

### Ventes
Fin juin 2024, Shift Up rapporte que le jeu s'est vendu à plus d'un million d'exemplaires depuis sa sortie mondiale deux mois plus tôt.

### Traduction
- (en) Cet article est partiellement ou en totalité issu de l’article de Wikipédia en anglais intitulé « Stellar Blade » (voir la liste des auteurs).